# Corn Belt
La Corn Belt è una regione degli Stati Uniti medio occidentali dove il mais è tuttora, dagli anni 1850, la coltura dominante, sostituendosi nella zona all'originaria coltura del pascolo. Dal 1950 il 90% del mais è coltivato in forme ibride. La maggior parte del raccolto alimenta il bestiame, soprattutto suini e pollame. Negli ultimi decenni i semi di soia vengono sempre maggiormente utilizzati. Gli U.S.A. detengono il secondo posto fra gli stati produttori di cereali nel mondo con il 40% della coltura totale.

## Geografia

Campi di grano a Royal (Illinois)

La definizione geografica varia. Tipicamente vengono inclusi gli stati di Iowa, Illinois, Indiana, Michigan, Nebraska orientale, Kansas orientale, Minnesota meridionale e parte del Missouri. Nel 2008 i quattro stati maggior produttori di mais furono Iowa, Illinois, Nebraska e Minnesota, che assieme produssero più del 50% dell'intero raccolto degli Stati Uniti. A volte al Corn Belt vengono aggiunte parti del Dakota del Sud, del Dakota del Nord, dell'Ohio, del Wisconsin, del Michigan, e del Kentucky. La regione è caratterizzata da terreni relativamente livellati, fertili e ricchi di sostanza organica.
Più generalmente la "Corn Belt" rappresenta la regione più intensivamente agricola del Midwest americano, connotando uno stile di vita basato sulla proprietà di famiglie agricole, con l'aiuto di piccole cittadine e potenti organizzazioni agricole che perseguono l'obiettivo di innalzare i prezzi.